# Тамим ибн Аль-Муизз
Тамим ибн Аль-Муизз (араб. تميم بن المعز‎; ум. 1108) — правитель государства Зиридов в Ифрикии (1062—1108).

## Биография
Был сыном амира Аль-Муизза ибн Бадиса; унаследовал его титул в 1062 году. В это время государство было ослаблено из-за постоянных войн с арабскими племенами, при этом многие города были захвачены или разграблены союзом арабских племён Бану Хиляль.
В 1087 году объединённый морской флот Пизанской и Генуэзской республики атаковал с моря столицу государства Махдию. В результате атаки город был захвачен, а флот в порту сожжён, в результате чего Тамим выплатил контрибуцию, которая была поделена между союзниками.
Умер в 1108 году; ему наследовал его сын Яхья.